# 541
541 (DXLI) fue un año común comenzado en martes del calendario juliano, en vigor en aquella fecha.
En el Imperio romano, el año fue nombrado como el del consulado de Basilio sin colega, o menos comúnmente, como el 1294 Ab urbe condita. Basilio fue la última persona en ser oficialmente nombrada cónsul romano, ya que después de este año, el cargo se fusionó permanentemente con el cargo de Emperador romano/bizantino. Así, a partir del año siguiente se abandonó la datación del año consular.

## Acontecimientos
- Los reyes francos Childeberto I y Clotario I, junto a los tres hijos varones de este último, atraviesan los Pirineos e invaden la Tarraconense en busca de botín. Tras ocupar Pamplona, devastan toda la provincia hasta Zaragoza, la cual sitian durante 49 días. Se retiran tras mostrar los habitantes en las murallas la túnica de San Vicente mártir y, sobre todo, al saber que el general y duque ostrogodo Teudiselo o Teudigiselo bloquea con tropas visigodas los pasos pirenaicos. En el intento de forzarlos, Teudiselo derrota a los reyes francos en un lugar indeterminado, causando enormes bajas y capturando a ambos reyes y muchos nobles francos. Ejecuta a los soldados y deja en libertad a reyes y nobles tras incautarse de su botín y cobrar enorme rescate.
- Durante la guerra gótica, el rey ostrogodo Totila conquista la ciudad de Roma, expulsando a todos sus habitantes y acabando con la Roma clásica.
- Comienza  la Plaga de Justiniano siendo el primer puerto del Mediterráneo afectado Pelusium en Egipto.

## Fallecimientos
- Hildibaldo, rey de los ostrogodos.
- Erarico, rey de los ostrogodos.